# Hälsovetenskapliga studentkåren
Hälsovetenskapliga studentkåren, HVS, var en studentkår vid Göteborgs universitet. Kåren organiserade ca 2000 medlemmar i sex sektioner. En majoritet var grundutbildningsstudenter och en liten del var forskarstuderande. Huvuddelen av medlemmarna läste program, bland annat sjuksköterskeprogrammet, sjukgymnastprogrammet, audionomprogrammet, arbetsterapeutprogrammet, dietistprogrammet, folkhälsovetenskapliga programmet samt barnmorske-, röntgensjuksköterske- och specialistsjuksköterskeprogrammen.
Hälsovetenskapliga studentkåren var medlem i Sveriges Förenade Studentkårer, Göteborgs universitets studentkårer, Göteborgs Förenade Studentkårer samt Samarbetsrådet för Studentkårerna vid Sahlgrenska akademin (SAMSS). I samband med kårobligatoriets avskaffande 2010 gick HVS, Odontologiska Föreningen och Medicinska föreningen i Göteborg ihop och bildade Sahlgrenska akademins Studentkår.

## Organisation
Kårens högsta beslutande organ var medlemsmötet. Medlemsmötet hölls två gånger per termin, och utsåg även styrelsen som valdes för ett verksamhetsår. Förutom medlemsmöte och styrelse fanns även sektioner baserade på program, samt utskott. 

## Historik
HVS bildades 1997 genom en sammanslagning av flera då tidigare fristående studentsammanslutningar vid Göteborgs universitet. Detta var också det år då vårdhögskolorna införlivades i det statliga högskoleväsendet. Tidigare hade dessa skolor landstingen som huvudmän. De tidigare studentsammanslutningarna bildade sektioner i den nya studentkåren. År 2005 genomfördes en större omorganisation av studentkåren.